# 13082 Gutierrez
13082 Gutierrez eller 1992 EY10 är en asteroid i huvudbältet som upptäcktes den 6 mars 1992 av UESAC vid La Silla-observatoriet. Den är uppkallad efter Pedro J. Gutiérrez.
Asteroiden har en diameter på ungefär 7 kilometer.